# Aleksandr Grigorian
Aleksandr Grigorian (ros. Александр Витальевич Григорян; urodzony 28 września 1966) – ormiański trener piłkarski, posiada również obywatelstwo rosyjskie.

## Kariera trenerska
Między 2002 a 2009 rokiem trenował drużyny kobiece. Największym sukcesem w piłce kobiecej było dla niego dotarcie do finału Ligi Mistrzyń UEFA (wtedy jeszcze Puchar UEFA Kobiet) w 2009 roku z drużyną Zwiezda-2005 Perm. Jego pierwszym męskim klubem był FK Niżny Nowogród.
Na początku sezonu 2017/18 prowadził Anży Machaczkała w RFPL, zrezygnował po porażce z Dinamo Moskwa, by objąć posadę w nowo powstałym klubie Ararat Moskwa. W rundzie wiosennej prowadził natomiast Łucz Władywostok w Pierwszej Dywizji. Po odejściu z tego klubu, w lipcu 2018 zaczął trenować kobiecą drużynę CSKA Moskwa. W 2019 roku był zatrudniony w FK Tambow po czym do 2021 pracował z ormiańskimi drużynami Ararat Erywań i Alaszkert Erywań. We wrześniu 2021 ponownie objął drużynę kobiet CSKA Moskwa do 2022. W 2023 roku w okresie od maja do września trenował piłkarzy klubu Urożaj Krasnodar. Obecnie nie jest trenerem żadnego klubu.